# ثانية

نُقطة تُضيء كل ثانية.

الثانية ورمزها بالعربية (ثا) هي وحدة تستخدم لقياس الوقت والزوايا. وفي الوقت هي عبارة عن ألف (1000) ميلي ثانية وجزء من 60 من الدقيقة، وهي أيضاً جزء من 3600 جزء من الساعة. أما في الزوايا فهي تقسيم للدرجة، حيث أن الدرجة الواحدة تقسّم إلى 60 جزءاً تسمى الدقائق القوسية، وكل واحدة من هذه تنقسم بدورها إلى 60 جزء تسمى الثواني القوسية. أي أن الثانية القوسية الواحدة تشكل جزءاً من 3600 من الدرجة. وتتحرك السماء 15 ثانية قوسية في كل ثانية زمنية.
كشفت الأرصاد الفلكية في القرنين 19th و 20th أن اليوم الشمسي المتوسط بطيء ويتقدم أو يطول بشكل لا يمكن التنبؤ به تماماً، وبالتالي لم تعد تعتبر حركة الشمس والأرض أساساً مناسباً للتعريف. مع ظهور الساعات الذرية، أصبح من الممكن تعريف الثانية على أساس الخصائص الأساسية للطبيعة. منذ عام 1967، وقد تم تعريف الثانية لتكون: مدة 9,192,631,770 فترات من الإشعاع الموافق للانتقال بين مستويات فائقة الدقة لاثنين من قاعدة ذرة السيزيوم 133.

## تاريخ
تم تحديد زمن الثانية منذ العصور القديمة. فقد كان الليل والنهار واليوم وسيلة ممتازة للعثور على مقياس ثابت وجيد وسهل لوحدة الزمن. وقد جاء نظام التقسيم الستيني هذا من البابليين (فقد كانوا يستخدمونه بدلاً من النظام العشري)، والذين قسّموا يومهم إلى 12 جزءاً وفقاً لهذا النظام. وقد كان المصريون أيضاً يستخدمون النظام الستيني، ولكنهم قسّموا اليوم إلى 24 جزءاً. وقد قسم المصريون كلاًّ من النهار والليل إلى 12 جزءاً منذ عام 2,000 ق.م على الأقل، ولهذا السبب فقد حصل تغير موسمي في ساعاتهم. وقد استخدم كلا البابليين والمصريين نظام الدقائق والثواني، وبنفس التقسيمات المستخدمة اليوم. وابتكر قدماء المصريين الساعات المائية بغرض قياس الوقت، خاصة أثناء الليل وبعد غروب الشمس.
قام الفلكيان الهلينيّان أبرخش وكلاوديوس بطليموس بتقسيم اليوم بنظام ستيني، وقد استخدما المقدار العادي للساعة (1/24 من اليوم)، لكن ليس من المؤكد أنهما سميا وحدات أصغر للوقت.
وفي العصور الوسطى كانت تستخدم الساعات الشمسية والمائية لحساب الوقت، ولكن وسائلهم كانت غير دقيقة.

## الكيلو ثانية وأجزاء الثانية
1000 ملّي ثانية= 1 ثانية
1000 ثانية = 1 كيلو ثانية (حيث كيلو = 1000)
1 ميكرو ثانية = 1/ 1.000.000 (أي 1 / مليون من الثانية)
1 نانو ثانية = 1/ 1.000.000.000 (1/ألف مليون من الثانية)
1 فيمتو ثانية = 10−15 ثانية
1 أتوثانية = 10−18 ثانية

## تعريف الثانية

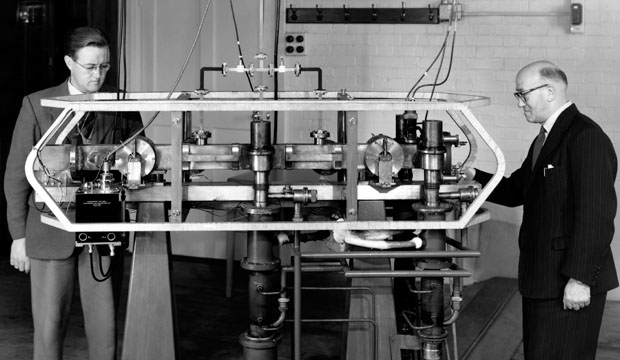
لويس إيسن (يمين) وجاك باري (يسار) يقفان بجوار أول ساعة ذرية من السيزيوم 133 في العالم

يحتاج الفيزيائيون أحيانا في أبحاثهم إلى قياس الزمن بدقة بالغة الدقة. لهذا اصطلحوا على تعريف جديد دقيق لأغراضهم. وطبقا لهذا تعرف الثانية كالآتي:
«الثانية هي 9.192.631.770 قدرا من زمن الدورة لتردد الشعاع الصادر عند انتقال الإلكترون بين مستويي البناء الدقيق الفائق للحالة القاعية لذرة السيزيوم-133 في حالة السكون».
وقد سجل هذا التعريف في النظام الدولي للوحدات (The International System of Units (SI).
وبناء على هذا التعريف تصبح الثانية هي مضاعفات لزمن دورة موجة ميكروويف، ناشئة من انتقال بين مستويين كموميين معينين لذرة السيزيوم في حالة رنين. ولذلك تسمى «الثانية الذرية». وتعتمد قياسات الساعة الذرية على هذا الانتقال.

## تطبيقات التعريف
يمكن تطبيق سوابق SI على الثانية، وعلى الأخص بالنسبة إلى أجزاء الثانية. ومن ضمنها:
- 1 يكتوثانية (fs) = 0,000 000 000 000 000 000 000 001 ثانية = 10−24 ثانية
- 1 زيبتوثانية (fs) = 0,000 000 000 000 000 000 001 ثانية = 10−21 ثانية
- 1 أتوثانية (fs) = 0,000 000 000 000 000 001 ثانية = 10−18 ثانية
- 1 فيمتو ثانية (fs) = 0,000 000 000 000 001 ثانية = 10−15 ثانية
- 1 بيكو ثانية (ps) = 0,000 000 000 001 ثانية = 10−12 ثانية
- 1 نانو ثانية (ns) = 1000 بيكو ثانية = 0,000 000 001 ثانية = 10−9 ثانية
- 1 ميكرو ثانية (µs) = 1000 نانو ثانية = 0,000 001 ثانية = 10−6 ثانية
- 1 مللي ثانية (ms) = 1000 ميكرو ثانية = 0,001 ثانية = 10−3 ثانية
- 1 ثانية = 1000 مللي ثانية
- 1 دقيقة = 60 ثانية
- 1 ساعة = 60 دقيقة = 3600 ثانية
- 1 يوم = 24 ساعة = 1440 دقيقة = 86.400 ثانية
- 1 أسبوع = 7 أيام = 168 ساعة = 10.080 دقيقة = 604.800 ثانية

## ساعة ذرية
في الصورة ساعة ذرية تعمل بالسيزيوم-133 البارد، بدأت عملها في سويسرا عام 2004 . ويبلغ الخطأ فيها 1 ثانية كل 30 مليون سنة. كما توجد ساعة ذرية أخرى تعمل أيضا بالسيزيوم وتوجد في معمل «المصلحة الفدرالية الفيزيائية»، براونشفايغ، ألمانيا.

## الثانية العالمية
عرّف النظام الدولي للوحدات - عن طريق الهيئة الدولية للأوزان والقياسات CIPM - الثانية منذ عام 1967 بأنها فترة 9192631770 دورات لاشعة تصدر من انتقال الإلكترون بين مستويين معينين لمستوى الطاقة القاعي لذرة السيزيوم-133 .
وفي عام 1997 أضافت الهيئة الدولية للأوزان والقياسات أن دورات الإشعاعية للسيزيوم لا بد وأن تكون صادرة منه في حالة السكون، أي أن تكون في درجة حرارة قريبة من الصفر المطلق، كما قامت في عام 1999 بإضافة تعديل من إشعاعات درجة حرارة الغرفة.
هذا التعريف يشير إلى ذرة السيزيوم في حالة سكون عند درجة حرارة 0 كلفن. ودرجة حرارة الصفر المطلق تعني «لا حركة»، وبالتالي لا تؤثر عليه الإشعاعات الخارجية (أي مجال كهربائي مساو للصفر، ومجال مغناطيسي مساو للصفر).
تم وصف تحقيق وحدة الثانية القياسي حديثا في كتاب صادر من المعهد الوطني للمعايير والتقنية الأمريكي:
وكتاب بالتفصيل اصدره«المجلس الوطني الكندي للبحوث» 